# Kérou
Kérou è una città situata nel dipartimento di Atakora nello Stato del Benin con 72 342 abitanti (stima 2006).

## Geografia fisica
Il comune confina a nord  con il Burkina Faso, a sud con Kouandé e Péhunco, ad est con Banikoara e Gogounou e ad ovest con Tanguiéta e Kouandé.

## Amministrazione
Il comune è formato dai seguenti 4 arrondissement composti a loro volta da 28 villaggi:
- Brignamaro
- Firou
- Kérou
- Koabagou

## Società

### Religione
La maggioranza della popolazione segue religioni locali (44,6%), seguita dal cattolicesimo (7,3%) e dalla religione musulmana (30,3%).

## Economia
In ambito agricolo è sviluppata la coltivazione di cotone, tabacco ed arachidi oltre che all'allevamento di bovini. Sviluppata l'industria del legname.

### Turismo
Il parco Pendjari oltre che spettacoli di folklore locale.